# ドリフだョ!全員集合(赤盤/青盤)
『ドリフだョ!全員集合（赤盤/青盤）』（ドリフだョ!ぜんいんしゅうごう（あかばん/あおばん））は、ザ・ドリフターズのベスト・アルバム。2000年11月16日発売。発売元は東芝EMI。

## 解説
ザ・ドリフターズ結成35周年を記念して東芝EMIより発売されたザ･ドリフターズのベストアルバム。赤盤･青盤それぞれ2枚組。シングルやLPの音源はもちろん、ソノシートの音源、CM用に録された楽曲、PR用の非売品シングル、加藤茶のソロ楽曲などを収録し、スタジオ録音されたドリフの音源を網羅している。
ジャケットなどは元メンバーである荒井注を含む6人の顔写真が使われているが、2000年2月9日に荒井注が急逝していることを受け、赤盤・青盤とも、ライナーノーツ最終ページに「荒井注さんのご冥福を謹んでお祈りいたします。」と付記されている。
管理番号は赤盤がTOCT-24482~83。青盤がTOCT-24484~85。

## 収録曲

### 赤盤
ディスク：1
1. いい湯だな(ビバノン・ロック) 
作詞：永六輔、作曲：いずみたく、編曲：萩原哲晶
2. ミヨちゃん
作詞・作曲：平尾昌晃、編曲：川口真
3. ドリフのズンドコ節
作詞・作曲：不詳、補作詞：なかにし礼、編曲：川口真
4. ほんとにほんとにご苦労さん
原詞：野村俊夫、替詞：なかにし礼、作曲：倉若晴生、編曲：川口真
5. 誰かさんと誰かさん
作詞：なかにし礼、作曲：スコットランド民謡、編曲：川口真
6. ドリフのツンツン節
作詞：なかにし礼、作曲：不詳、編曲：川口真
7. 八木節
作詞：なかにし礼、作曲：日本民謡、編曲：川口真
8. ズッコケちゃん
作詞：なかにし礼、作曲：佐々木俊一、編曲：萩原哲晶
9. のってる音頭
作詞：なかにし礼　作曲：日本民謡、編曲：川口真
10. 大変うたい込み
作詞：なかにし礼　作曲：日本民謡、編曲：川口真
11. 冗談炭坑節
作詞：なかにし礼、作曲：日本民謡、編曲：川口真
12. ドリフのおこさ節
作詞：なかにし礼、作曲：日本民謡、編曲：川口真
13. 北海盆唄よりドリフ音頭
作詞：なかにし礼、作曲：日本民謡、編曲：川口真
14. 会津磐梯山
作詞：なかにし礼、作曲：日本民謡、編曲：川口真

ディスク：2
1. 月月火水木金金
作詞：高橋俊策、作曲：江口夜詩、編曲：川口真
2. ズンドコ節(海軍小唄)
作詞・作曲：不詳、編曲：川口真
3. 麦と兵隊
作詞：藤田まさと、作曲：大村能章、編曲：川口真
4. 戦友
作詞：真下飛泉、作曲：三善和気、編曲：川口真
5. 加藤隼戦闘隊
作詞：旭六郎、田中林平、作曲：原田喜一、岡野正幸、編曲：川口真
6. ほんとにほんとにご苦労ね(軍隊小唄) 
作詞：野村俊夫、作曲：倉若晴生、編曲：川口真
7. 可愛いスーチャン
作詞・作曲：不詳、編曲：川口真
8. ダンチョネ節
作詞・作曲：不詳、編曲：川口真
9. ラバウル小唄
作詞：若杉雄三郎、作曲：島口駒夫、編曲：川口真
10. デービー・クロケットのうた
作詞：なかしに礼、作曲：G.Bruns/T.Blackburn、編曲：川口真
11. グリーン・グリーン
作詞：なかしに礼、作曲：Dr.E.mandalay/B.McGuire、編曲：川口真
12. こげよマイケル
作詞：なかしに礼、作曲：Traditional、編曲：川口真
13. グローリー・ハレルヤ
作詞：なかしに礼、作曲：S.Williams、編曲：川口真
14. ワルツィング・マチルダ
作詞：なかにし礼、作曲：M.Cowan、編曲：川口真

### 青盤
ディスク：1
1. チョットだけョ!全員集合
作詞：上野冷児、松原雅彦、作曲：日本民謡、編曲：たかしまあきひこ
2. ドリフの真赤な封筒
作詞：永田哲夫、補作詞：なかにし礼、作曲：ハワイ民謡、編曲：川口真
3. ドリフのピンポンパン
作詞：阿久悠、作曲：小林亜星、編曲：川口真
4. ドリフのツーレロ節
作詞：なかにし礼、作曲：不詳、編曲：川口真
5. ドリフのラバさん
作詞：石田一松、補作詞：なかにし礼、作曲：石田一松、編曲：川口真
6. ドリフのバイのバイのバイ
原作詞：添田さつき、作詞：森雪之丞、作曲：外国曲、編曲：森岡賢一郎
7. ドリフの英語塾
作詞・作曲：森雪之丞、編曲：宮川泰
8. 加藤茶のはじめての僕デス(NHKみんなのうたより) 
作詞：関沢新一、作曲：中沢勝彦、編曲：たかしまあきひこ
9. 志村けんの全員集合　東村山音頭
作詞：土屋忠司、作曲：細川潤一、編曲：たかしまあきひこ
10. ゴー・ウェスト
作詞：山下啓、作曲・編曲：たかしまあきひこ
11. ドリフのズンドコ節(志村けんバージョン) 
作詞・作曲：不詳、補作詞：なかにし礼、編曲：川口真
12. ノーエ節(ディスク・ジョッキー付)
作詞・作曲：日本民謡、編曲：川口真
13. ドリフのビバノン音頭
作詞：永六輔、替詞：上野冷児・松原雅彦、作曲：いずみたく、編曲：たかしまあきひこ

ディスク：2
1. ドリフの早口ことば
補作詞：いかりや長介、作曲・編曲：たかしまあきひこ
2. ドリフターズのおわらい新幹線(「小学4年生」附録ソノシートより) 
コント
3. ドリフターズのおもしろことばあそび(「小学1年生」附録ソノシートより) 
コント
4. RAP MIYO - CHAN
作詞・作曲：平尾昌晃、プロデューサー：倉卓治
5. 加トちゃんのスキャットマン
作詞:JOHN JARKIN・ANTONIO NUNZIO CATANIA・日本語詞：本木茂,作曲:JOHN JARKIN・ANTONIO NUNZIO CATANIA、編曲：倉卓治
6. ズンドコ伝説
作詞：上野冷児, 松原雅彦, なかにし礼, 野村俊夫, スコットランド民謡, 平尾昌晃, 日本民謡, 関沢新一, 添田さつき, 森雪之丞, 永六輔、作曲：倉若晴生, 平尾昌晃, 中沢勝彦, いずみたく
7. ヒゲのテーマ(DO ME) 
作曲：K.GAMBLE & L.HUFF、編曲：たかしまあきひこ、プロデュース：志村けん
8. ドリフのわんダー・ドッグ(LIVING ON A FARM) 
作詞・作曲：Harry Thumann
9. ドリフのほろ酔い小唄
作詞：青木正義、補作詞：山上路夫、作曲：いずみたく、編曲：萩原哲晶
10. 日石コレカードCM曲[2]
原作詞：永六輔、作曲：いずみたく、編曲：奥居史生